# Back of the Hill (Metro de Boston)
Back of the Hill es una estación en el Ramal E de la línea Verde del Metro de Boston. La estación se encuentra localizada en South Huntington Avenue en Back of the Hill en Boston, Massachusetts.  La Autoridad de Transporte de la Bahía de Massachusetts es la encargada por el mantenimiento y administración de la estación. La estación está situada en el barrio Mission Hill.

## Descripción
La estación Back of the Hill no tiene ninguna plataforma, los pasajeros tienen que esperar en la acera. La estación cuenta con 2 vías.

## Conexiones
La estación es abastecida por las siguientes conexiones: 
- Rutas del Autobuses MBTA: 39 - Forest Hills Station-Back Bay Station 66 - Dudley Station-Harvard Station